# فاضل هاشم
فاضل هاشم هو لاعب كرة قدم ماليزي في مركز الدفاع، ولد في 2 يوليو 1983 في سلاغور في ماليزيا. شارك مع منتخب ماليزيا لكرة القدم. أما مع النوادي، فقد لعب مع نادي سلاغور.